# Carpe noire
Mylopharyngodon piceus, Mylopharyngodon
Genre
Espèce
Synonymes
- Mylopharyngodon pisceus (Richardson, 1846)[2]

Statut de conservation UICN

 DD  : Données insuffisantes
La Carpe noire (Mylopharyngodon piceus), unique représentant du genre Mylopharyngodon, est une espèce de carpes asiatiques native des lacs et rivières d'Asie de l'Est, de la Sibérie jusqu'au Vietnam en passant par la Chine. La carpe noire peut atteindre une longueur de 180 cm et un poids de 35 kg. Elle se nourrit principalement d'escargots et de moules.
Elle est élevée pour être mangée ainsi que pour la médecine traditionnelle chinoise. Avec les trois autres sortes de carpes asiatiques (argentée, de roseau et à grosse tête), elle constitue l'un des quatre poissons domestiques élevés depuis plus de mille ans en Chine. Elle n'est cependant pas aussi répandue dans le monde que les trois autres sortes et constitue la plus chère, et la plus appréciée, d'entre elles en Chine,.

## Systématique
L'espèce Mylopharyngodon piceus a été initialement décrite en 1846 par John Richardson sous le protonyme de Leuciscus piceus,

## Étymologie
Son nom spécifique, piceus, dérivé du latin pix, picis, « poix », une résine noire et gluante, lui a été donné en référence à sa livrée.

## Publication originale
- (en) John Richardson, « Report on the ichthyology of the seas of China and Japan », Report of the British Association for the Advancement of Science, Londres, vol. 1845,‎ 1846, p. 187-320 (ISSN 0262-690X, DOI 10.5962/BHL.TITLE.59530, lire en ligne).